# Pastor Basco
O Pastor Basco (em basco: Euskal artzain txakurra) é uma raça de cão originária do País Basco, tradicionalmente utilizado como cão pastor e guarda de animais. Há duas variedades: Iletsua e Gorbeiakoa. A raça foi reconhecida oficialmente pela Real Sociedad Canina de España, em 1 de junho de 1995. A denominação oficial é o "Pastor Vasco", mas originalmente "Euskal artzain txakurra". O clube oficial da raça denomina "pastores bascos" os cães lanosos que estão nas cidades bascas, na sua maioria brancos, castanhos ou negros que não têm nada a ver com os exemplos puros de Euskal Artzain ruivos e fulvos.

## História
Desde que o homem evoluiu do nômade para agro-pecuarista tem vindo a utilizar cães para pastoreio. Alguns restos encontrados em cavernas do Neolítico atestam que, de 12.000 anos atrás, os fazendeiros utilizavam esses animais para pastar. Encontramos a Euskal Artzain Txakurra, na mitologia popular basca. Mais tarde, ele foi reconhecido em vários frescos  pictóricos século XVI, atesta a popularidade que chegou a superar em ambientes rurais para os níveis mais elevados do tribunal na época. A partir do século XVIII são pintados ou desenhados em telas de Paret e Alcazar, Doré, Guiard, Arrue.

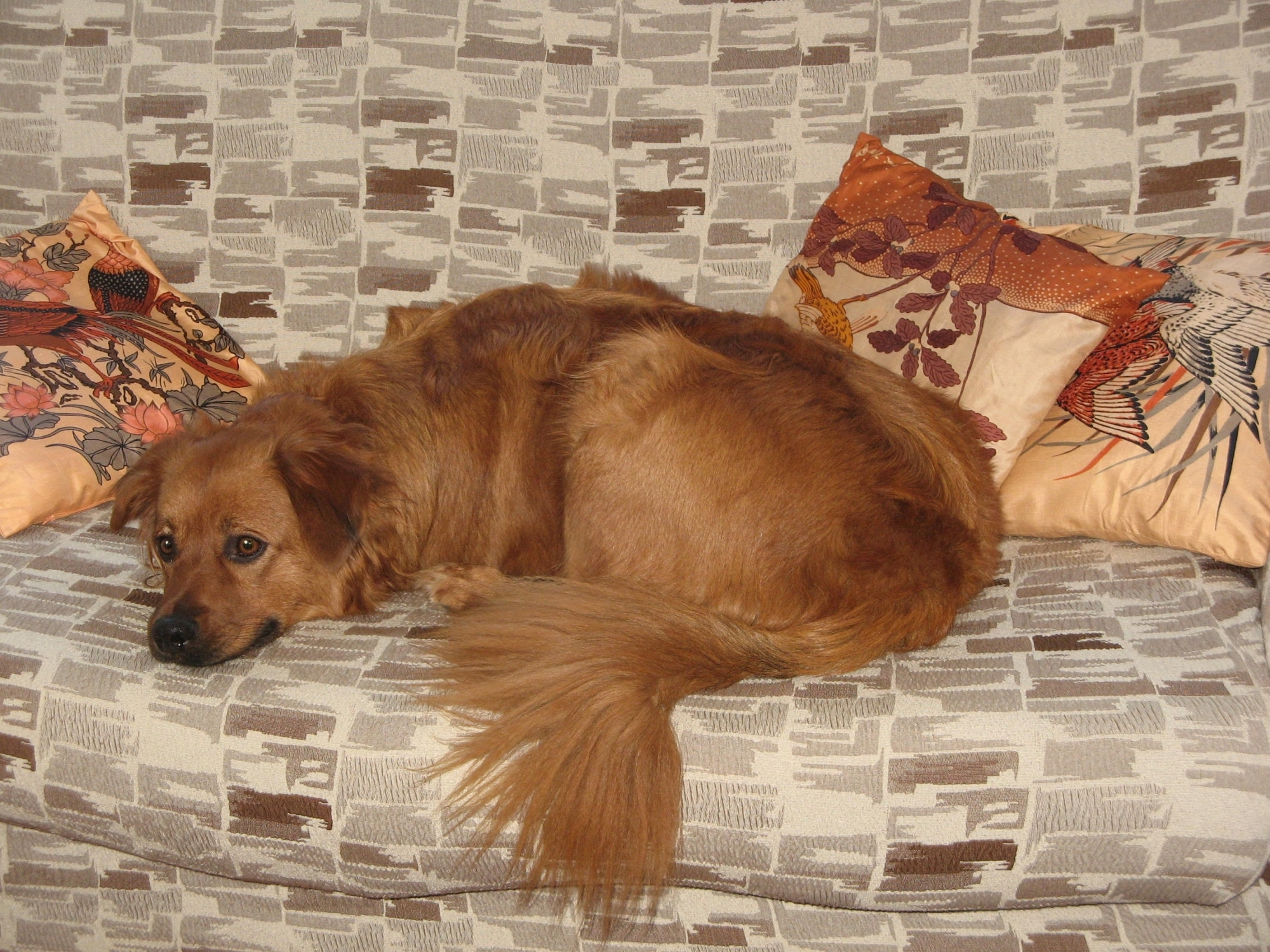

Desde o século XIX às primeiras décadas do século XX, veio um período de regressão para esta raça, especialmente em Guipúzcoa e Navarra, devido aos fortes ataques de lobos o rebanho como cães pastores careadores substituídos por outros pastores ou mastins. Em Alava e Biscaia, no entanto este declínio não foi tão pronunciado devido ao trabalho alternado sobre o cuidado pastoral e a comunicação nas aldeias quando estavam com o rebanho. Isto foi a chave para que a raça não extinguisse.

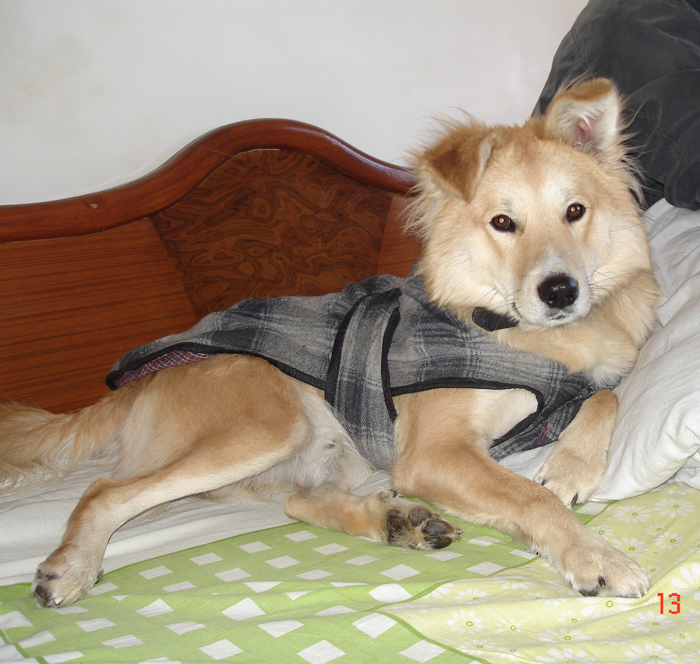
Um pastor basco

Posteriormente, começou-se a organizar competições internacionais de cães pastores. Graças à admiração da corrida entre as pessoas apresentam seus trabalhos, um plano foi iniciado através de projeto de bolsa de estudos e pesquisas para o estudo destes cães com metodologia etnológica, bioquímica, genética, reprodução, em 1991, e etologia. Após uma análise exaustiva de mais de três mil cópias de todos os Euskadi, e somente depois de ficarem demonstradas suas diferenças para outras raças de pastores, como o pastor dos Pirenéus e o cão de caça catalão, a Real Sociedade Canina da Espanha reconheceu o Pastor Basco como uma raça com duas variedades: Iletsua e Gorbeiakoa, em Janeiro de 1996.
Gorbeiakoa é originário da região de Gorbea  e Iletsua significa "peludo" ou "shaggy" no basco.